# ماتيس تيل
ماتيس تيل (مواليد 27 أبريل 2005) هو لاعب كرة قدم فرنسي يلعب في مركز المهاجم في نادي توتنهام هوتسبير معارا من بايرن ميونخ

## روابط خارجية
- ماتيس تيل على موقع الاتحاد الأوربي (الإنجليزية)
- ماتيس تيل على موقع قاعدة بيانات كرة القدم.إي يو (الإنجليزية)
- ماتيس تيل على موقع ليكيب (الفرنسية)
- ماتيس تيل على موقع Soccerbase.com (لاعب) (الإنجليزية)
- ماتيس تيل على موقع Soccerway.com (الإنجليزية)
- ماتيس تيل على موقع عالم كرة القدم.نت (الإنجليزية)
- ماتيس تيل على موقع كووورة
- ماتيس تيل على موقع AS.com (الإسبانية)